# مبنى مجلس الشعب
مبنى مجلس الشعب، هو المقر الرئيس لمجلس الشعب في سوريا، وأحد المباني البارزة في دمشق؛ تم تشييد مبنى مجلس الشعب خلال عهد الجمهورية السورية الأولى بين 1928 - 1929 خلال انتخابات الجمعية التأسيسية، استخدمت في تزيينه الزخرفة العربية، «للتعبير عن مختلف الحضارات العربية التي مرت على سوريا»، على يد الفنان محمد علي الخياط، ولكونه بني خلال مرحلة الانتداب الفرنسي على سوريا، فتأثر بالنمط المعماري الفرنسي؛ ويعتبر من المباني المدرجة على لائحة التراث العالمي، ضمن دمشق القديمة.
بُني المقر على أنقاض سينما ومسرح «جناق قلعة» العثماني في طريق الصالحية. يتألف المبنى من بنائين متلاحمين، يتوسطهما ما يعرف باسم «باب الصالحية» يليه بهوين للاستقبال وقاعة الاجتماعات وتسعة غرف في الطابق الأول، أما الطابق الثاني فيحوي على بهو وثلاثة غرف، وشرفة مطلة على قاعة الاجتماعات، مخصصة لجلوس المستمعين، كما يحوي على طابق تحت أرضي، مؤلف من بهو وخمسة غرف. أما البناء الثاني، فاستخدم مقرًا لوازرة الاتصالات، وقبلاً مبنى الدرك والأمن الداخلي خلال الانتداب الفرنسي، ويتألف من بهوين وقاعة وسبعة غرف. أما قاعة الاجتماعات، الموجودة ضمن البناء الثاني، فاستخدمت بين 1932 - 1954، وتعرضت للتخريب على يد الحامية السنغالية الفرنسية خلال احتجاجات 1945؛ وقد تحولت بعد بناء القاعة الجديدة لاستراحة لأعضاء مجلس الشعب. في عام 1947، أمر الرئيس سعد الله الجابري، رئيس مجلس النواب، بإعادة الترميم والبناء، وبناء قاعة اجتماعات جديدة، انتهي من بنائها عام 1954 بعد سبع سنوات من البناء، وقد تولت شركة «نظريت يعقوبيان» عملية الترميم والتوسعة.
يطلق على قاعة الاجتماعات الحالية في مجلس الشعب اسم قاعة «القبة»، ولها حرمة إذ لا يجوز أن يدخلها إلا من أقسم «رئيس الجمهورية، أعضاء مجلس الشعب، رئيس مجلس الوزارء والوزراء»، يضاف لهم أعضاء السلك الإداري، خصصت القاعة لمائة وأربعين مقعدًا، ولكنها اليوم تستوعب مائتين وخمسين فضلاً عن المقاعد المخصصة للحكومة؛ وأول اجتماع عقد بها في 14 أكتوبر 1954. وقد تم في هذه المرحلة بناء شرفات تطل على قاعة الاجتماعات، تحتوي على ثلاثمائة مقعد للزائرين، وخصصت شرفة لرئيس الجمهورية، وأخرى لكبار الزائرين الأجانب وشرفة خاصة لكبار موظفي الدولة وشرفة خاصة بالإعلاميين؛ آخر توسعة للبرلمان كانت خلال رئاسة فارس الخوري، حيث ارتأى أن القاعات التي كانت موجودة آنذاك لاجتماعات اللجان البرلمانية وسكرتارية المجلس لم تعد كافية، فأمر ببناء سبعة غرف في الطابق الأرضي، ومثلها في الطابق العلوي؛ وفي عام 1999 جددت قاعات المجلس ومداخله، وتم إشادة بناء إضافي يحتوي على ثلاثة طوابق ويتضمن قاعاتين لاجتماعات لجان المجلس وعشرة غرف، كما تم توسيع حديقة المجلس.